# Угричич, Сретен
Сретен Угричич (серб. Сретен Угричић) (род. 1961) — сербский писатель и бывший директор Национальной библиотеки Сербии.

## Биография
Окончил Белградский университет. В период 1992—1997 года был ассистентом на философском факультете в Приштинском университете дисциплины эстетика и этика. Он опубликовал несколько книг и был редактором журналов Писмо (Земун, 1989—1991) и Универзитетска мисао (университетская мысль) (Приштина, 1993—1996). В период 2001—20 января 2012 был директором Национальной библиотеки Сербии.
Считается что Сретен Угричич был уволен с должности директором Национальной библиотеки Сербии по политическим мотивам. Всё началось с того как министр внутренних дел Сербии заявил, что Угричич поддерживает террористов. Кроме сербов, Угричича также поддерживают иностранные книгоиздатели.

## Труды
- Upoznavanje sa veštinom. Повесть; Литературная молодёжь Сербии, Белград 1985.
- Neponovljivo neponovljivo. Vidici, Белград 1987.
- Maja i ja i Maja. Роман; Prometej, Нови-Сад 1993.
- Strance (вместе с Брониславом Дмитриевичем). Монография о художнике Милет Праданович; Konkordija, Вршац 1996.
- Infinitiv. Этюд; Столпы культуры, Белград 1997.
- Bog, jezik i druge priče. Повесть; Столпы культуры, Белград 1997.
- Neznanom junaku. Роман; Laguna, 2010.
- An den unbekannten Helden. Роман; Dittrich, Берлин 2011, ISBN 978-3-937717-66-1